# Имре Рап
Имре Рап (мађ. Rapp Imre; Дунафелдвар, 15. септембар 1937 — Печуј, 3. јун 2015) је био мађарски фудбалер, репрезентативац, играо је на позицији голмана. Од клубова највише је играо за Мечек из Печуја

## Каријера

### Клуб
Рап је био део тима свог родног града до 1954. године. Са 17 година, бранио је за локални тим Пакш до 1957. године. Затим је прешао у екипу Капошвар Кинижија. У клубу НБ II, његова одбрана је била на висини задатка. Био је члан репрезентације НБ II Западне групе, а касније и националне репрезентације НБ II. За Кинижи је бранио две сезоне, пре него што га је 1959. године привукла екипа Татабањаи Бањаш. Свој деби за Татабањаи Бањаш имао је 1960. године у прволигашком мечу. У Татабањи није имао пуно прилике да брани пошто је голман првог тима био Ђула Грошич.
Између 1965. и 1975. године, бранио је за Печујски МШК (Дожа Печуј). Његова одбрана била је изузетна. У сезони 1965/66, четири пута је играо за Б репрезентацију. Захваљујући Рапу, тим Печуја је 1968. и 1969. године заузео шесто место у НБ I лиги. Године 1970, у куп утакмици против Њукасл јунајтеда, његова одбрана прва три пенала била је кључна за напредовање у следеће коло. Са 34 године, 1971. био је најстарији голман у НБ I. На утакмици Ференцварош – Печуј, 1973. године, која је завршила без голова, добио је оцену 10, што је била друга таква оцена у историји класификације Непспорта.
Године 1976, завршио је своју активну фудбалску каријеру у Ракоцију из Капошвара, са укупно 298 лигашких утакмица и 5 голова постигнутих са пенала.
Након повлачења из фудбала, запослио се као електротехничар у Државном грађевинском предузећу у Барањској жупанији, а потом је постао инжењер енергетике у компанији Мечек Холдинг Кфт..

### Репрезентација
Године 1973. једном се појавио у репрезентацији против Западне Немачке. Био је члан четврте репрезентације на Европском првенству 1972. године када је Мађарска завршила на четвртој позицији, али није играо на утакмици. Такође, 1972. године, био је трећи голман репрезентације која је освојила сребрну медаљу на Олимпијским играма, али ни тада није одиграо ни једну утакмицу.

## Достигнућа
Хонвед
- Прва лига Мађарске у фудбалу: 
  - шести: 1968, 1969